# Montreal (nave)
La Montreal è stata una nave mercantile a vapore, costruita da Robert Napier & Sons nei cantieri di Glasgow in Scozia nel 1896. Aveva una stazza di 3.342 tonn., misurava 105, metri di lunghezza e 13,4 di larghezza, e aveva una velocità di 12 nodi. 
Entrò in servizio inizialmente sulla linea Londra-Buenos Aires con il nome di Minho; nel 1903 fu venduta alla Swan, Peterson e Company inglese che la ribattezzò Halifax e la impiegò sulla linea Inghilterra-Canada. 
Nel 1905 fu venduta alla compagnia di navigazione francese Societé Générale Transatlantique e fu ribattezzata Montreal, entrando in servizio sulla linea Le Havre-New York. 
Il 24 marzo del 1917, mentre era in rotta tra Le Havre e le Indie occidentali durante la prima guerra mondiale, fu silurata dal sommergibile tedesco SM U-46 all'entrata del golfo di Biscaglia, nella posizione di 45° 40' N, 07° 40' W; il relitto impiegò due giorni ad affondare con la morte di 22 membri dell'equipaggio, mentre un mozzo fu tratto in salvo da una nave da pattuglia britannica il 26 marzo.